# Kozlikovo
Kozlikovo is een plaats in de gemeente Klinča Sela in de Kroatische provincie Zagreb. De plaats telt 119 inwoners (2001).